# Кшина
Кшина (слч. Kšinná) насељено је мјесто са административним статусом сеоске општине (слч. obec) у округу Бановце на Бебрави, у Тренчинском крају, Словачка Република.

## Становништво
| Година:    | 1994. | 2004.    | 2014.   | 2024.   |
| ---------- | ----- | -------- | ------- | ------- |
| Број људи: | 609   | 545      | 519     | 475     |
| Разлика:   |       | -10,50 % | -4,77 % | -8,47 % |

| Година:    | 2023. | 2024.   |
| ---------- | ----- | ------- |
| Број људи: | 478   | 475     |
| Разлика:   |       | -0,62 % |

Према подацима о броју становника из 2011. године насеље је имало 506 становника.